# Montsalès
Montsalès är en kommun i departementet Aveyron i regionen Occitanien i södra Frankrike. Kommunen ligger  i kantonen Villeneuve som ligger i arrondissementet Villefranche-de-Rouergue. År 2022 hade Montsalès 323 invånare.

## Befolkningsutveckling
Antalet invånare i kommunen Montsalès
Referens: INSEE